# Abdollah Saedi
Abdollah Saedi, in persiano عبدالله ساعدی‎ (24 agosto 1942 – 1977), è stato un calciatore iraniano, di ruolo centrocampista.

## Carriera

### Club
Ha sempre giocato nel campionato iraniano.

### Nazionale
Con la maglia della nazionale ha vinto la Coppa d'Asia 1968.

## Palmarès

### Nazionale
- Coppa d'Asia: 1

1968